# Gunfight at Carnegie Hall
Albums de Phil Ochs
Greatest Hits
(1970) Sings for Broadside
(1976)
Gunfight at Carnegie Hall est le huitième album de Phil Ochs, sorti en 1975 au Canada. Dernier album paru de son vivant, il retrace une partie des deux concerts donnés au Carnegie Hall cinq ans plus tôt, le 27 mars 1970.

## Titres
Toutes les chansons sont écrites et composées par Phil Ochs, sauf mention contraire.
| 1. | Mona Lisa | Ray Evans, Jay Livingston                                                                          | 3:49 |
| 2. | I Ain't Marching Anymore | | 4:23 |
| 3. | Okie from Muskogee | Roy Burris, Merle Haggard                                                                          | 2:49 |
| 4. | Chords of Fame | | 4:49 |
| 5. | Buddy Holly Medley: Not Fade Away / I'm Gonna Love You Too / Think It Over / Oh, Boy! / Everyday / It's So Easy / Not Fade Away | Buddy Holly, Norman Petty, Joe B. Mauldin, Niki Sullivan, Sonny West, Bill Tilghman, Jerry Allison | 7:18 |

| 6. | Pleasures of the Harbor | | 5:59  |
| 7. | Tape from California | | 5:09  |
| 8. | Elvis Medley: My Baby Left Me / Ready Teddy / Heartbreak Hotel / All Shook Up / Are You Lonesome Tonight? / My Baby Left Me | Arthur Crudup, John Marascalco, Robert Blackwell, Mae Boren Axton, Thomas Durden, Elvis Presley, Otis Blackwell, Lou Handman, Roy Turk | 10:12 |
| 9. | A Fool Such as I | Bill Trader | 2:00  |

## Musiciens
- Phil Ochs : guitare, chant
- Bob Rafkin : guitare, chœurs
- Lincoln Mayorga : piano
- Kenny Kaufman : basse, chœurs
- Kevin Kelley : batterie